# Ariadna meruensis
Ariadna meruensis là một loài nhện trong họ Segestriidae.
Loài này thuộc chi Ariadna. Ariadna meruensis được Albert Tullgren miêu tả năm 1910.